# For Life (single)
For Life is een nummer van de Nederlandse muzikant Bertolf uit 2009. Het is de tweede single van zijn gelijknamige debuutalbum.
Met "For Life" gaat Bertolf verder met dezelfde signatuur die hij ook gebruikte in zijn vorige single Another Day. Het nummer was wel minder succesvol dan de voorganger; het haalde de 3e positie in de Nederlandse Top 40.